# Ourthe (departement)
Het departement Ourthe (Frans: Département de l'Ourthe) was een Frans departement in de Nederlanden. Het omvatte ongeveer de huidige Belgische provincie Luik en enige stukjes die nu in Duitsland liggen. Hoewel het departement naar de rivier de Ourthe genoemd is werd het in het eerste decennium van de 19e eeuw officieel ook vaak als Ourte geschreven in een hervormde Franse spelling.

## Instelling
Het Ourthedepartement werd gevormd in 1795 na de annexatie van de Zuidelijke Nederlanden door samenvoeging van het kernstuk van het prinsbisdom Luik, het abdijvorstendom Stavelot-Malmedy, het hertogdom Limburg en stukjes van het hertogdom Luxemburg, het graafschap Namen en het hertogdom Brabant.

## Bestuurlijke indeling
De hoofdstad van het departement was Luik. Het departement was ingedeeld in de volgende arrondissementen en kantons:
- arrondissement Luik, kantons: Borgworm, Dalhem, Fléron, Glaaien, Herve, Hollogne, Luik, Louveigné en Seraing.
- arrondissement Hoei, kantons: Avennes, Bodegnée, Ferrières, Héron, Hoei, Landen en Nandrin.
- arrondissement Malmedy, kantons: Aubel, Eupen, Kronenburg, Limburg, Malmedy, Sankt Vith, Schleiden, Spa, Stavelot, Verviers en Vielsalm.

## Prefect
1800-1806: Antoine Desmousseaux de Givré
1806-1814: Charles Emmanuel Micoud d'Umons

## Opheffing
Na de nederlaag van Napoleon in 1814 werd het grootste deel van het departement krachtens de Grondwet van 24 augustus 1815 omgezet in de Nederlandse provincie Luik. Het oostelijke deel (Eupen, Malmedy, Sankt Vith, Kronenburg, Schleiden) werd een deel van de Pruisische Rijnprovincie.
Eupen, Malmedy en Sankt Vith werden in 1919 bij het Verdrag van Versailles weer bij België gevoegd.
Deux-Nèthes · Dyle · Escaut · Forêts · Jemappes · Lys · Meuse-Inférieure · Ourthe · Sambre-et-Meuse